# 佩妮
佩妮（Penny）是CBS推出的情景喜剧《生活大爆炸》中的一个主要角色，由美国演员凯莉·库柯饰演。
佩妮是剧中的女主角，与伦纳德·霍夫斯塔特（约翰尼·加里奇饰）、谢尔顿·库珀（吉姆·帕森斯饰）是对门邻居，亦是莱纳德的主要恋爱对象。佩妮的容貌和外向的性格与剧中其他男主角（都是科学家和极客）形成了鲜明的对比。

## 性格
佩妮來自奥马哈，现在是本地的餐馆芝乐坊餐馆的女侍应生，希望成为女演员。她是射手座，生日为12月2日。 她出生于1986年。。后期影集中她凸显出了有酗酒的习惯，也因此常被朋友们调侃。
与本剧集中的其他角色反差极大的是（这是本剧集的一个主要笑料来源），佩妮并非智力上有特别天赋，也没有某个技术领域的专业知识，但她有出色的社交能力和对大众文化的深入了解。 佩妮没有大学文凭，仅在帕萨迪纳市立学院裡修过几门课。
佩妮缺乏条理性，而且有点邋遢，但自己却乐在其中。
她深信占星术，因此经常在它的准确性上与谢尔顿和伦纳德争论。
佩妮通常非常和善，当谢尔顿闯入清扫她的公寓时，面对霍华德“怪异”的调情时或是谢尔顿把她从社交圈子中“放逐”时，她也可以变得非常暴躁。伦纳德曾把发怒的佩妮比作绿巨人，谢尔顿有次也对朋友斯图尔特说过如果吵醒她，她会“像一只发疯的金刚狼一样撕碎他”。
佩妮的驾驶技术非常糟糕（她无视停止指示牌，开车很快，并且把她车子副驾驶座的后视镜“忘在好莱坞的一个停车场里了”）。她把一个汉字纹在自己的右臀上，根据她自己的说法是“勇”字，而根据谢尔顿的说法则是“汤”字。她把香草油用作香水，打鼾很厉害（特别是仰睡时）。在第一集中，她自称是素食者，只吃鱼和“偶尔尝尝牛排”。

### 与谢尔顿的关系
绝大多数时候佩妮无法理解谢尔顿的书呆气，强迫症的个性，所以他们两个闹崩过几次。吉姆·帕森斯将这两个角色描述为“两极对立”。
有一次谢尔顿试图用巧克力“改良”佩妮，对佩妮的他认为“正确的行为”进行奖励，就像小白鼠的操作性条件反射一样。
正如谢尔顿所观察到的，佩妮在对某人进行几乎没有掩饰的羞辱时会叫他“甜心”。
虽然如此，有时佩妮和谢尔顿也会表现得像好朋友一样；佩妮在谢尔顿不舒服的时候照顾他并且在他把钥匙锁在公寓裡时让他睡在自己的公寓裡；在佩妮需要钱的时候谢尔顿借钱给她并且在她肩膀脱臼时照顾她。 在关于圣诞节的一集里，佩妮送给谢尔顿一条伦纳德·尼莫伊用过并且签名的餐巾。作为回报，谢尔顿送给佩妮非常多的礼物以及一个让她和伦纳德都非常惊讶的很长的拥抱。

### 极客的特质
虽然佩妮的个性一般都和他的书呆朋友相反，但在后来的剧集里她也有意无意地表现出了一些她自己的极客属性。
佩妮第一次玩《光环3》就表现出非常好的技术，而且比谢尔顿更好，这让他非常生气。
有一次她批评了这帮朋友对于玩具和收藏物的兴趣，但谢尔顿回击道她也收藏泰迪熊以及其他孩子气的东西（“Hello Kitty”，“豆豆娃”，“My Little Pony”，等等。）
经过谢尔顿的简单介绍，佩妮很快沉迷于网游《科南时代》，到了无视她的所有朋友，而且一直打电话给谢尔顿寻求帮助的地步。她意识到她在游戏里同意和霍华德进行一场虚拟约会时，她最终从游戏成瘾中摆脱出来。
在公寓楼的一位新房客艾莉西亚从佩妮这里吸引了这帮大男孩的注意力后，佩妮开始嫉妒并且试图通过一个关于物理学家的笑话来重新得到他们的注意。在与艾莉西亚对峙时，她曾引用《星际迷航》里的防护盾打比方，这让她自己都觉得惊讶。
在“电子开罐器波形”这一集中，当佩妮试图安慰谢尔顿（并悲剧地失败）时，他提到了在星际迷航电影中的事件。
在“惠顿重现”这一集中，佩妮在和伦纳德在床上时引用了“要么去做，要么放手，没有尝试一说”，并且表示她知道这句台词来自《星球大战V：帝国反击战》。伦纳德对于他“和一个能引用尤达大师台词的美丽女孩上床”很惊喜，然后告诉佩妮他爱她。
在“缺乏道歉”这一集中，佩妮和谢尔顿聊天时表现出对于《星际迷航》里一个虚构的东西——小林丸号测试——的了解，让他印象深刻。
在第五季第十八集的時候，佩妮首次與倫納德玩西洋棋就贏過倫納德，這讓倫納德有點尷尬。

### 姓名
佩妮的姓氏还没有被提到过，但制片人比尔·普拉迪说最后会揭露的。 
在“野蛮人的升华”这集中，她在游戏科南时代里的昵稱是佩妮罗珀女王，暗示她的全名可能是佩妮罗珀（Penelope）。

### 法律问题和前科
佩妮表现得她似乎有过几次违法纪录。剧集里说到过她有几张没有付过的违停罚单。她也提到她因为擅自离开内布拉斯加而被逮捕。

## 家庭
除了佩妮的父亲怀特（凯斯·卡拉丹饰）试图把他像一个男孩一样养大外，关于她的家庭并没有太多信息。不过根据她的说法似乎他们是一个不和谐家庭。
早期的某集中，佩妮在和拉杰聊天时提到他的姐姐朝她的姐夫开枪。 在另一集中，佩妮陪这帮朋友去漫画书店去给她13岁的侄子买礼物。此外，有一集里佩妮碰到一个不希望的访客要留宿，这个女人曾在和佩妮的哥哥订婚的同时和她的表弟乱搞，“所以某种程度上她算是家人”。这个访客，克里斯蒂，和佩妮在奥马哈就认识。
当伦纳德的母亲，神经生物学家及精神病学家贝芙莉·霍夫斯塔特博士和佩妮聊天时，佩妮提到她童年的一些事，比如她的父亲叫她“拳击手”，因为他真的很想要有一个儿子陪他打棒球。这次谈话对佩妮影响很大，以至于她喝醉了并且最后差点和伦纳德做爱。
在另一个情景中，佩妮提到过他有一个正在假释期的哥哥，“算是一个化学家”——其实是暗指炼制冰毒。后来她的哥哥兰德尔（Randall，杰克·麦克布莱尔饰）终于在第十季露面，跟随父母来参加佩妮的婚礼时辩解“她（佩妮）是卖药的，我可是制药的”。

## 工作
佩妮的主业是在当地的芝士蛋糕工厂做女服务员，不过最近（由于演员凯莉·库柯现实生活中腿骨折）她也有从事酒保的工作。
她认为自己是一名专业女演员，因而经常去试镜，但每次都并不是很成功。在第五季第一集中，佩妮也十分沮丧的表示了自己根本不会演戏，但随后就接到一个痔疮广告的邀约，并出演了这个电视广告。
在第八季，伯纳黛特将佩妮介绍到了自己所在的医药公司中，佩妮在这里谋求到了一份医药销售的工作。并且这份工作让她的收入比莱纳德的收入高出许多。
当佩妮还是个孩子的时候，她自己组装了一台拖拉机发动机并且参加过牛仔比赛。16岁时她是玉米皇后团的成员。

## 感情关系
不像本剧集中的其他人物，佩妮非常外向、坚定而自信，随着剧情发展有过许多恋爱关系。
在第一集中，佩妮由于和相爱四年的男友科特分手，搬到了伦纳德和谢尔顿的对门。她说尽管他欺骗她，她仍然爱着他。 Kurt在后续剧集中出场，试图与佩妮和好，而因此常常与伦纳德遭遇。
伦纳德对佩妮的迷恋从一开始就是这一剧集的主线。霍华德·沃洛维兹同样对她表示了兴趣，但由于他明显的性动机而总是遭到佩妮的断然拒绝。拉杰私下里也被佩妮吸引，但因为他不能和有吸引力的女性（比如佩妮）说话而和她没有交流。虽然佩妮很少试图和他说话，但她仍然感到并且表现出对拉杰的同情。
在早期剧集中，佩妮在一段失败的感情关系之后描述了她的习惯：找到一个帅气的男人，在一个周末发生无意义的性关系，然后甩掉他。
在第一季的最后一集，當佩妮發現她男友在部落格上公开他们性生活的亲密细节之后分手。这件事给了伦纳德一个与她约会的机会。
虽然约会本身非常顺利，佩妮担心对伦纳德说的她曾上过社區大學的谎言被戳破（后面的“同居方程”这一集里提到过，她入学了但没有完成学业）。伦纳德最终从谢尔顿处得知真相。但他鼓励佩妮到帕萨迪纳市立学院学习，让一切变得更加糟糕：佩妮把他的建议视为对她智力的侮辱，与他分手。
过了一段时间，佩妮被介绍给伦纳德的母亲贝芙莉·霍夫斯塔特博士的时候，佩妮和伦纳德相互寻求安慰；他们几乎就要做爱，但伦纳德无意中对于佩妮的性动机做了不恰当的评论（为了和父亲离得更近，这让佩妮很反感），毁掉了这个原本应该甜蜜的时刻，于是佩妮把伦纳德从她的公寓裡踢了出去。
后来，佩妮和漫画店老板斯图尔特约会，但结果并不好。他们的第一次约会被谢尔顿搅了。 另一次，当佩妮和斯图尔特在亲吻时，佩妮喊出了伦纳德的名字。
直到第二季的最后一集佩妮才表现出对伦纳德的强烈的感情。当她知道伦纳德和其他人因为科学实验要在北极待上三个月时，她很伤心并且给了他一条袖毯和一个特别的很长的拥抱，伦纳德形容为“和五条密西西比河一样长”（指超过五秒钟）。
第三季的第一集，当宅男们从北极远征回来时，佩妮在伦纳德到她门口的时候直接亲吻了他。接着，他们终于第一次做爱了。
一开始，伦纳德和佩妮对于他们的新关系感到不适应，于是他们彼此同意保持普通朋友的关系。然而，没过多久他们就改变了主意，重新成为情侣。 但是在伦纳德第一次对佩妮说了“我爱你”而佩妮只回答了“谢谢”后却变质了。正在他们关系紧张的时候，威尔·惠顿告诉她（可能是捏造的）自己也很后悔处于一个类似的情形，让情况变得更糟，并最终导致佩妮和伦纳德分手。 但是这之后他们依然做着朋友，并且一起睡过一夜。（佩妮在一次不顺利的约会后喝醉了，然后意识到伦纳德毁掉了她容忍笨男人的能力。）这只是让伦纳德对于他们之间的关系更加困惑。
根据谢尔顿的计算，佩妮和超过三十个人发生过性关系，虽然佩妮对此表示反对。 在第四季的“21秒激励”这一集里，一场真心话大冒险游戏里揭露了佩妮对于伦纳德仍然没有忘怀。在后来的“正义联盟重组”这一集中佩妮提到伦纳德是让这个夜晚变得不好的原因之一，并且在她亲吻自己的新年夜约会对象时和他交换了一个尴尬的眼神。在“爱情之车的位移”这一集中，他们二人住在同一间酒店客房时相互都和解了，直到拉杰突然进来。第二天佩妮和伯纳黛特很有吸引力的前男友一起坐车回家了。在“同居方程”这一集中拉杰的妹妹普里娅回归，并和伦纳德继续他们的关系。一开始佩妮似乎对此感觉还好，但当艾米来到她的公寓看望她时，她最终哭了出来。

## 角色创作
在未播放的试播集中，这一女性主角的概念完全不同。她的名字叫做凯蒂，原本的形象是一个“外表强硬内心脆弱的女人”。谢尔顿和伦纳德会用心接触她，找到那个真实的、敏感的凯蒂。 这个角色由阿曼达·沃尔什饰演。
然而试映观众们对这个角色的反响并不好，觉得她太刻意了。因此编剧对这个人物进行了更改，角色进行了重塑。